# Yopurga
| Uigurische Bezeichnung          | Uigurische Bezeichnung |
| ------------------------------- | ---------------------- |
| Arabisch-Persisch (Kona Yeziⱪ): | يوپۇرغا ناھىيىسى       |
| Lateinisch (Yengi Yeziⱪ):       | Yopurƣa naⱨiyisi       |
| Kyrillisch (Sowjetunion):       | Йопурға наһийиси       |
| offizielle Schreibweise (VRCh): | Yopurga                |
| Chinesische Bezeichnung         |                        |
| Kurzzeichen:                    | 岳普湖县               |
| Langzeichen:                    | 嶽普湖縣               |
| Umschrift in Pinyin:            | Yuèpǔhú Xiàn           |

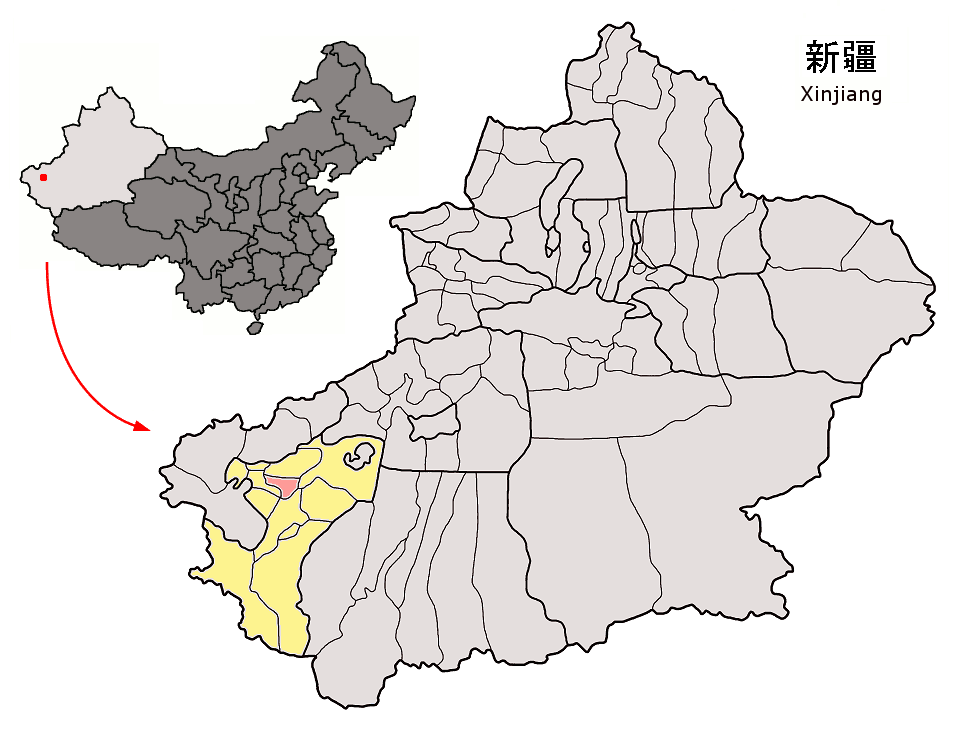
Lage von Yopurga (rosa) im Regierungsbezirk Kaschgar (gelb) in Xinjiang

Yopurga ist ein Kreis des Regierungsbezirks Kaschgar im Uigurischen Autonomen Gebiet Xinjiang der Volksrepublik China. Er hat eine Fläche von 3.166 km² und zählt 147.688 Einwohner (Stand: Zensus 2010). Sein Hauptort ist die Großgemeinde Yopurga (岳普湖镇).